# Johannes Edler
Johannes Edler (även känd som Johan Edler den yngre), född 11 augusti 1831 i Ede i Lockne socken i Jämtland, död 27 maj 1910 i Lassbyn i Lockne församling, var en svensk bildhuggare, förgyllare, dekorationsmålare och byggmästare.
Johannes Edler var son till bonden Ivar Esbjörnsson och Katarina Jönsdotter samt gift 1853 med Brita Persdotter och som änkling gift med Märta Andersdotter 1898. Han var inte släkt med Johan Edler den äldre.
Edler blev 1845 lärling i bildhuggeri och förgyllning hos förgyllare Gustafsson i Stockholm och utförde där bland annat utsmyckningar i det nya teaterhuset i Humlegården 1851. År 1853 återvände han till hembygden och skaffade ett lantbruk. Samma år anställdes han som gevärshantverkare med fanjunkares grad vid Frösö läger (avsked 1896).
Johannes Edler har gjort ett flertal altaruppsatser och predikstolar till kyrkor i Norrland, däribland altaruppsatsen i Hammerdals kyrka och Gillhovs kyrka.

## Kyrkliga arbeten[5]
- Alsen, Jämtland
- Brunflo, Jämtland
- Föllinge, Jämtland *
- Gillhov, Jämtland
- Hammerdal, Jämtland
- Hotagen, Jämtland
- Hällesjö, Jämtland
- Laxsjö, Jämtland
- Lockne, Jämtland
- Marieby, Jämtland *
- Revsund, Jämtland
- Ås, Jämtland
- Njurunda, Medelpad
- Tuna, Medelpad
- Edefors (gamla), Norrbotten *
- Jokkmokk, Lappland *
- Holmön, Västerbotten *
- Sävar, Västerbotten
- Beitstad, Norge
- Levanger, Norge
- Skei, Norge

* även ansvarig för ny- eller tillbyggnad.

## Fotogalleri

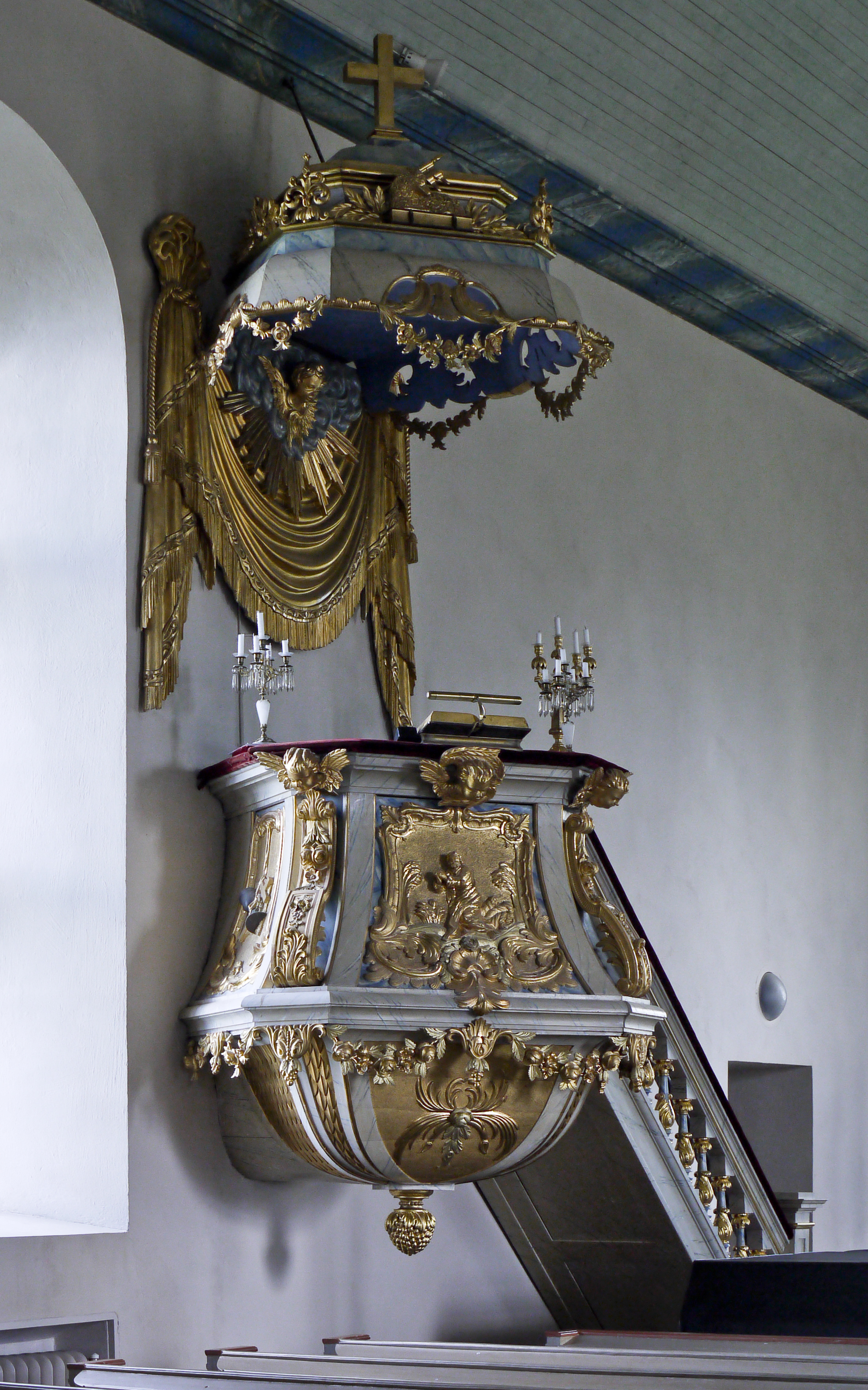
Predikstol i Hammerdals kyrka från 1859.
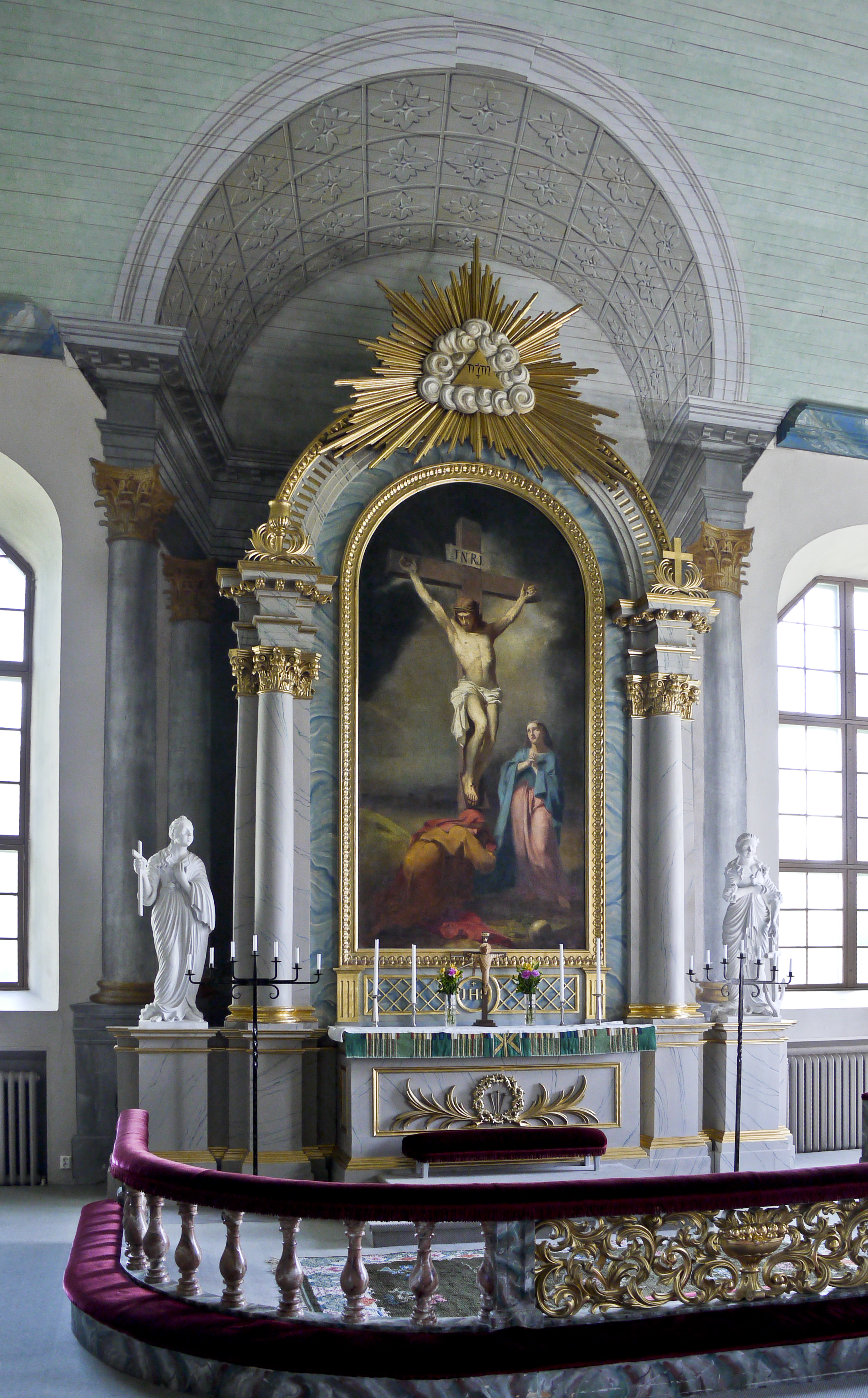
Altare och altarring i Hammerdals kyrka från 1859 (Altarmålningen av Axel Gustaf Hertzberg).